# Jackie Newton
John Laws (Jackie) Newton (Bishop Auckland, 25 mei 1925 – 30 januari 2010) was een Engels voetballer.
De middenvelder Newton startte zijn loopbaan in 1944 bij Newcastle United FC, maar kwam daar niet tot spelen. In mei 1946 tekende hij voor Hartlepool United FC. Voor deze ploeg kwam hij in 332 competitieduels uit en scoorde hij vijftien keer. Een memorabel doelpunt maakte hij op 5 januari 1957 in een wedstrijd voor de FA Cup tegen Manchester United FC. Na een 3-0-achterstand kwam Hartlepool een kwartier voor tijd op 3-3 door Newton. De wedstrijd ging uiteindelijk met 4-3 verloren door een goal van Billy Whelan.
In 1958 beëindigde hij zijn profloopbaan en werd gereedschapsmaker. Hij speelde op een lager niveau voor Ashington AFC en was als coach actief in het amateurvoetbal.